# Ashley Anumba
Ashley Anumba (née le 11 juin 1999) est une athlète nigériane spécialiste du lancer du disque.

## Biographie

### Études
Anumba étudie à la Los Osos High School aux États-Unis, dans la ville de Rancho Cucamonga, dans l'Inland Empire de Californie du Sud. Elle est nommée athlète féminine de l'année de l'All-Inland Valley en 2017 et devient cette année-là la championne de l'État de Californie en lancer du disque. En 2018, elle s'inscrit à l'université de Pennsylvanie, où elle se spécialise en santé et sociétés avec une concentration en politique et droit de la santé ;  elle obtient son diplôme magna cum laude en 2021. Elle étudie ensuite à la faculté de droit de l'Université de Virginie.

### Carrière
Anumba représente le Nigeria pour la première fois au lancer du disque aux Jeux africains de 2019 organisés à Rabat, au cours desquels elle termine quatrième.
En décembre 2022, elle concourt sur le sol nigérian pour la première fois, remportant l'épreuve du disque au Festival national nigérian des sports à Asaba et battant ainsi la championne des Jeux du Commonwealth de 2022, Chioma Onyekwere. Pour ce faire, elle enregistre un record personnel de 59,06 m.
En mars 2023, elle établit un nouveau record personnel au lancer du disque de 59,63 m aux Raleigh Relays au centre d'athlétisme Paul Derr.
Anumba dépasse la marque des 60 mètres pour la première fois en 2023, avec un lancer à 60,97 m au Tucson Elite Classic. En juin 2023, représentant l'université de Virginie, Anumba participe aux championnats de la NCAA organisés à Austin, au Texas, remportant une médaille d'argent au lancer du disque. Pour y parvenir, Anumba établit un nouveau record personnel de distance de 61,13 m, qui est aussi un nouveau record universitaire.
En juin 2023, lors de l'Iron Woods Throw Classic, dans l'Idaho, Anumba améliore encore son record personnel en remportant l'épreuve avec un lancer de 61,56 m. Un mois plus tard, elle est sacrée championne du Nigeria de lancer du disque avec un nouveau record personnel de 61,98 m.
Elle remporte la médaille d'or des championnats d'Afrique 2024 avec un lancer à 59,30 m, et fait partie d'un podium intégralement nigérian.

### Vie privée
Ashley Anumba a la double nationalité nigériane et américaine. Son père, Cyril Anumba, est décédé quand elle avait dix ans. Sa mère, Ethel, est directrice. Elle a trois frères et sœurs, dont une sœur aînée Michelle, qui a concouru en athlétisme à l'Université Duke .

## Palmarès
| Date | Compétition            | Lieu   | Résultat | Épreuve | Marque  |
| ---- | ---------------------- | ------ | -------- | ------- | ------- |
| 2019 | Jeux africains         | Rabat  | 4e       | Disque  | 53,45 m |
| 2024 | Jeux africains         | Accra  | 4e       | Disque  | 54,88 m |
| 2024 | Championnats d'Afrique | Douala | 1re      | Disque  | 59,30 m |

## Records
| Épreuve          | Marque  | Lieu       | Date           |
| ---------------- | ------- | ---------- | -------------- |
| Lancer du disque | 61,98 m | Benin City | 6 juillet 2023 |
| Lancer du poids  | 16,19 m | Raleigh    | 12 mai 2023    |